# Вулиця Патона (Львів)
Вулиця П́атона — вулиця у Залізничному районі міста Львова, місцевість Сигнівка, де, фактично, є головною вулицею. Сполучає вулиці Виговського та Городоцьку між собою, а також утворює перехрестя з вулицями Кричевського та Ряшівською, з яких Ряшівська є магістральною вулицею Сигнівки.
Прилучаються вулиці: Гарматія, Гіацинтова, Каховська, Петра Полтави, Трещаківського, Тюльпанова.

## Назва
У 1979 році з двох окремих вулиць утворено нову вулицю, завдовжки 1 700 метрів. Її назвали на честь Євгена Патона — українського радянського вченого у галузі зварювальних процесів та мостобудування, академіка АН УРСР, Заслуженого діяча науки УРСР. Назви вулиць-попередниць змінювалися неодноразово, переважно у зв'язку зі змінами політичних режимів.
Ділянка вулиці від вулиці Городоцької до вулиці Ряшівської
- від 1925 року — Доїзд на летовище.
- від 1933 року — Парку Льотного.
- від 1943 року — Флюґґафенґассе.
- від липня 1944 року — Льотного парку.
- від 1950 року — Степова.
- від 1977 року — Патона.

Ділянка від Ряшівської до вулиці Виговського
- від 1933 року — Головна (част.).
- від липня 1944 року — Головна (част.).
- від 1963 року — Червонокозача (част.).
- від 1979 року — Патона.

## Забудова
Вулиця Патона розташована в межах житлового мікрорайону Сріблястий, збудованого будівельним трестом «Львівжитлобуд» (нині — ПрАТ «Фірма „Галбуд“») у 1980—1990 роках. За розроблений проєкт забудови цього мікрорайону архітектори 3іновій Підлісний, Людмила Нівіна, Сергій Зем'янкін 1980 року одержали Державну Шевченківську премію УРСР.
№ 1 — за цією адресою розташовані:
- Львівський державний завод «ЛОРТА» (колись — Виробниче Об'єднання ім. В. І. Леніна) — підприємство, яке спеціалізується на виробництві радіотехнічної продукції. У радянські часи це було одне з найбільших підприємств Львова.
- стадіон «Сокіл» — єдина професійна спортивна арена Залізничного району міста Львова, яка була збудована у 1970-х роках — силами Виробничого Об'єднання імені В. І. Леніна. За часів незалежності України стадіон перейшов у комунальну власність. У 2008 році частину стадіону, а з часом, і весь стадіон передано в оренду ФК «Львів». Стадіон «Сокіл» потрапив у державну цільову програму підготовки до Євро-2012 — він мав стати одним з тренувальних полів команд-учасниць. ФК «Львів» брав на себе зобов'язання вкласти в його реконструкцію майже 80 млн. гривен, але через бюрократичну тяганину та фінансові проблеми клубу реконструкція так і не розпочалася.

№ 2 — п'ятиповерховий житловий будинок на дванадцять під'їздів, в якому перші поверхи трьох останніх під'їздів займають магазини, зокрема, й магазин ПП «Реліквія», де реалізуються продукти харчування, побутова хімія та промислові товари. Попередником був супермаркет торговельної мережі «Інтермаркет» (закрився 18 грудня 2007 року), а за радянських часів величезний магазин «Продукти». На лівій вільній частині магазину «Продукти» тривалий час містився магазин вживаного одягу «Бренд», що закрився 2014 року. У 2016-2017 роках там містився магазин мережі «М'ясний м'ясокомбінат» та кондитерський і овочевий магазини, а також знаходився магазин мережі «Гуртові ціни. Алкоголь». У вересні 2017 року три продовольчі магазини закрилися, а в грудні того ж року там відкрився пункт продажу української Національної лотереї «Космолот». З часом зник й магазин алкогольних напоїв, де наприкінці 2018 року відкрився ломбард «Скарбниця». У правій частині тривалий час містився пункт продажу української Національної лотереї. 2013 року сюди з вул. Патона, 2/2а переїхав магазин вживаного одягу «Світ секонд-хенду», у серпні 2017 року повернувся на стару адресу, а у цьому приміщення також містився пункт продажу української Національної лотереї. На початку 2010-х років підприємцями викуплена квартира на першому поверсі одного з під'їздів, де після ремонту відкрилася перукарня. Поряд відкрилася крамниця «Чарка до свята» та паб «Пивний рай». 
№ 2/2а — цегляна одноповерхова прибудова до житлового багатоквартирного будинку, що має адресу — вул. Патона, 2/2. За радянських часів одну частину прибудови займала майстерня з ремонту теле- та радіоапаратури, а іншу — перукарня «Сашко». На початку 1990-х роках, через свою нерентабельність, майстерня частково закрилася: у одній частині приміщення ще працювала майстерня, а у іншій — магазин парфумерії та побутової хімії, але з часом майстерня та магазин закрилися. На початку 2000-х роках у цьому приміщенні відкрився магазин вживаного одягу «Світ секонд-хенду». 2013 року змінився власник приміщення і тепер там містилося бістро мережі закладів харчування «Смачні Сезони». У серпні 2017 року бістро виїхало звідси, натомість у жовтні 2017 року сюди повернувся магазин вживаного одягу «Світ секонд-хенду». Щодо перукарні, то вона вже більше тридцяти років не змінювала свого місця розташування. Хоча у різні роки власники перукарні здавали в оренду частину холу приміщення. Тут містилися невеличкий магазин аксесуарів до мобільних телефонів, магазин окулярів.
№ 2/3 — дев'ятиповерховий житловий будинок. За радянських часів у приміщенні на першому поверсі житлового будинку містилася майстерня з виготовлення та ремонту взуття (власники приміщення — ТзОВ «Молодіжне»). На початку 2000-х роках частину приміщення придбала туристична фірма «Леге», а у іншій — залишилася майстерня, що працювала до 2021 року. Нині у колишньому приміщенні турфірми знаходиться комісійний магазин, а у приміщенні майстерні — крамниця м'ясних напівфабрикатів домашнього виготовлення. 
№ 2/4а — цегляна одноповерхова прибудова до житлового багатоквартирного будинку, що має адресу — вул. Патона, 2/4. За радянських часів й до початку 2000-х років це приміщення і приміщення сусіднього відділення «Приватбанку» займав магазин «Овочі-Фрукти». 7 квітня 2012 року за цією адресою відкрився магазин самообслуговування торгової мережі «Рукавичка». Трохи згодом у вільній частині колишнього овочевого магазину відкрилося відділення «Приватбанку», яке закрилося у червні 2022 року, згодом у цьому ж приміщенні відкрилася аптечний магазин мережі аптек «Подорожник». У будівлі також міститься офіс будівельної компанії «Проектінвестбуд–КСД», основним видом економічної діяльності котрої є будівництво житлових та нежитлових будівель. Цю ж саму адресу має одноповерхова будівля одного з центральних теплових пунктів ЛКП «Залізничнетеплоенерго», що розташована поряд, а також торговельні павільйони-крамниці, зокрема, «Твій сир», «Все від 1 грн», «Продукти», «Напої & тютюн», «Кебаб» та інші. У житлових приміщеннях першого поверху будинку № 2/4, переобладнаних під магазини, нині працюють магазин дитячих товарів «Дивосвіт», крамниця торгової марки «М'яско».
№ 2/5 — дев'ятиповерховий житловий будинок, на першому поверсі якого наприкінці 2000-х років відкрився салон-перукарня, а поруч — магазин «Продукти». 2017 року перукарня припинила своє існування, натомість відчинив свої двері магазин «Білизна». Нині тут знов працює перукарня.
№ 2/6 — дев'ятиповерховий житловий будинок, на першому поверсі якого за радянських часів у приміщенні містився книжковий магазин. У середині 1990-х років: в одній частині приміщення ще містився книжковий магазин, а у іншій — відкрився відео-прокат. Пізніше там був продуктовий магазин, а наприкінці 1990-х років магазин закрився і приміщення тривалий час стояло пусткою. Нині в приміщенні міститься каплиця-храм Святого Апостола Іоанна Богослова, що належить Українській Автономній Православній Церкві.
№ 2/7 — дев'ятиповерховий житловий будинок, у вбудованому приміщенні першого поверху від 1986 року містився книжковий магазин. Наприкінці 1990-х років частина приміщення була віддана у приватну власність, де у різні роки були салон гральних автоматів, магазин автозапчастин, а нині — магазин господарських товарів. Книжковий магазин припинив своє існування в середині 2000-х років, натомість у приміщенні відкрився магазин канцтоварів, що працює й донині. Відтоді приміщення колишнього книжкового магазину було поділене навпіл: у торгівельній залі працюють канцтовари, а в підсобному приміщенні спочатку відкрився салон гральних автоматів, пізніше його змінив магазин господарських товарів. Влітку 2020 року в приміщенні магазину господарських товарів відкрилася аптечна крамниця мережі аптек «Пульс». З іншого боку будинку протягом 2000—2014 років працював магазин «Продукти» (до магазину це була звичайна квартира), потім діяло ательє з пошиття та ремонту одягу, на даний момент приміщення використовується як житлове. 
№ 4/1 — дев'ятиповерховий житловий будинок, у цегляній одноповерховій прибудові до цього будинку, що має таку ж саму адресу, містяться:
- Відділення поштового зв'язку № 40 ЦПЗ № 1 м. Львова Львівська дирекція АТ «Укрпошта»[15] — приймання і доставка посилок та листів, приймання та виплата грошових переказів, приймання комунальних та інших платежів. Лівіше від сучасного поштового відділення містився кіоск «Союздруку», нині там магазин сантехніки. А правіше (був один вхід на два приміщення) містився переговорно-телеграфний пункт ЛФ АТ «Укртелеком», що припинив своє існування ще у 2000-х роках. На початку 2010-х років в приміщенні колишнього телеграфу відкрився ресторан мережі швидкого обслуговування «Піца Челентано». У зв'язку із закінченням терміну дії договору оренди відділенню «Укрпошти» на вулиці Патона, 4/1 в управлінні комунальної власності ЛМР запропонували альтернативні варіанти приміщень для переїзду, зокрема, розглядався варіант з комунальним приміщенням на першому поверсі будинку на вул. Патона, 17. На початку серпня 2020 року відділення поштового зв'язку № 40 переїхало в приміщення на вул. Каховській, 27[1]. Колишнє приміщення пошти продане і згодом нові власники приміщення планують тут відкрити ресторан.
- Відділення «Ощадбанку» № 6319/089 — надання різноманітних банківських послуг населенню, зокрема, приймання платежів за комунальні послуги, переказ коштів з картки на картку тощо. У 2016 році проведено масштабну реконструкцію приміщення банківської установи.
- В радянські часи одне з приміщень прибудови займала державна аптека, а нині — аптечний магазин мережі аптек «DS»[16].

№ 4/2 — дев'ятиповерховий житловий будинок, у цегляній одноповерховій прибудові до цього будинку, що має таку ж саму адресу, міститься філія № 42 центральної бібліотечної системи для дітей м. Львова. У 2015 році розпочався ремонт приміщення бібліотеки, який було закінчено наприкінці лютого 2016 року. 1 березня 2016 року у бібліотеці відбулося відкриття нового комфортного простору «3D: Публічний Простір Підлітка». Публічний Простір Підлітка складається з чотирьох основних частин — це спорт-арени, коворкінг-студії, IT-плацу та відпочинкового куточка.
№ 6 — дев'ятиповерховий житловий будинок, в одноповерховій прибудові до якого за радянських часів містився продуктовий магазин. З початку 2000-х років почергово змінювалися власники та призначення приміщення колишнього магазину. Тут почергово містилися магазин «Секонд-хенд», магазин одягу, арткафе «Древ Град», а нині — спортивно-танцювальний клуб «Prima Dance».  
№ 7 — триповерхова будівля ліцею № 15 Львівської міської ради. Будівля збудована у 1975—1976 році для потреб Львівської середньої загальноосвітньої школи № 15, номер для новозбудованої школи перейшов від середньої школи, що від 1940 року розташовувалася на вул. Хотинській, 4. 1976 року школа створена на базі контингенту учнів львівських шкіл №№ 79, 40, 60. У 1976—1977 роках була сформована паралель з восьми дев'ятих класів, без випускних десятих. Від 10 червня 2004 року за наказом № 1435 та розпорядженням голови Львівської обласної державної адміністрації № 680 від 26 серпня 2004 року школа одержала нову назву — Львівська спеціалізована школа I—III ступенів № 15 з поглибленим вивченням англійської та французької мов Львівської міської ради. У 2019 році ліцей № 15 Львівської міської ради отримав офіційний статус Центру підготовки до складання Кембриджських іспитів (FCE, PET, KET, Young Learners: Starters, Movers, Flyers).
№ 7а — чотириповерхова офісна будівля споруджена у 1992 році. У 2002—2003 роках надбудований четвертий поверх та мансарда. До 2004 року другий та третій поверхи будівлі займало Генеральне консульство Російської Федерації у Львові. Нині тут розташовані:  
- телекомунікаційна компанія «Аркада-Х» — підприємство зв'язку, яке успішно працює на ринку телекомунікацій Львівщини з 2000 року та надає повний комплекс сучасних телекомунікаційних послуг[23].
- нотаріальна контора, що спеціалізується на наданні нотаріальних послуг населенню[24].
- Товариство з обмеженою відповідальністю «ГЕО-ТЕХ», що спеціалізується на наданні послуг технічного консультування у сферах інжинірингу, геології та геодезії[25].
- приватна школа іноземних мов «Мовний експрес». Якісне навчання іноземним мовам — англійській, німецькій, французькій, італійській, іспанській, польській, данській та івриту, підготовка до іспитів TOEFL, Key English Test (KET), IELTS та до ЗНО. Школа «Мовний експрес» — єдина у Львові має право проводити тест PTE[26].
- центр сучасної освіти «Шлях до мети» для учнів 7-10 класів — це цілісна, наскрізна, комплексна програма розвитку школяра відповідно до сучасних потреб соціуму[27].

№ 7а/9 — торговельні павільйони-крамниці, зокрема, «Вацак», «Арніка», «Продукти», «Овочі», «Родинна ковбаска» та інші.
№ 9 — дев'ятиповерховий житловий будинок, на фасаді якого 1979 року була встановлена меморіальна таблиця, що сповіщала про те, що цю вулицю названо на честь академіка, Заслуженого діяча науки УРСР, засновника та першого керівника Інституту електрозварювання АН України Євгена Оскаровича Патона. Наприкінці 1990-х років таблиця безслідно зникла. В технічному приміщенні першого під'їзду на початку 2000-х років відкрився магазин «Канцтовари». Упродовж грудня 2019 — серпня 2020 року одну з квартир першого поверху переобладнали на приміщення комерційного призначення. 14 серпня 2020 року новими власниками в одній частині приміщення відкритий аптечний магазин мережі аптек «Пульс», а в іншій — крамниця мережі «Щирецькі ковбаси». Крамниця працювала до березня 2021 року, а станом на грудень 2024 року тут міститься магазин «Egastronom».
№ 13 — п'ятиповерховий житловий будинок, на першому поверсі одного з під'їздів якого міститься аптечний магазин мережі аптек «Біомед». 
№ 22, 22а — зблокована цегляна триповерхова будівля поділена на дві частини, в одній — під № 22 міститься офісний центр, а в іншій — під № 22-А міститься медичний коледж «Монада», що спеціалізується на підготовці фахівців медичної галузі, як за державним освітнім стандартом, так і за 20-ма авторськими програмами.
№ 24 — у цьому будинку міститься львівський дошкільний навчальний заклад № 132 «Казка», що підпорядкований відділу освіти Залізничного району департаменту гуманітарної політики Львівської міської ради. Створений на підставі ухвали Львівської міської ради № 1324 від 15 листопада 2007 року. У дошкільному навчальному закладі функціонують 6 груп з денним режимом перебуванням дітей.
№ 31 — п'ятиповерховий житловий будинок, між першим та другим під'їздами на першому поверсі якого міститься аптечна крамниця «Розмарин», а біля останнього під'їзду — перукарня «Марго», нині це приміщення займає крамниця мережі «Гуртові ціни. Алкоголь».
№ 32 — чотириповерхова будівля, в якій до 2020 року містився структурний підрозділ Львівського державного заводу «ЛОРТА» — ПВП «ЛОРТАПРОЕКТ», а також ТзОВ НВМП «Електроклуб» та благодійний центр медичної інформації «Нова генерація». Від початку серпня 2020 року будівлю колишнього структурного підрозділу заводу «ЛОРТА» займає приймальна комісія та адміністрація медичного коледжу «Монада», а приміщення в будинку № 22-А — віднині, діє як один з навчальних корпусів коледжу.
№ 37 — ТРЦ «Сріблястий» мережі супермаркетів «Арсен», який у 2007 році було здано в експлуатацію. Загальна площа торгового центру складає 13000 м², з них торговельна — 10000 м².
Біля ТРЦ «Сріблястий» хочуть збудувати новий ресторан швидкого харчування McDonald's. 22 березня 2024 року Управління архітектури та урбаністики ЛМР видало відповідні містобудівні умови. Це буде одноповерхова будівля висотою до 5,1 метра, площею 536 м² з парковкою та McDrive. Новий заклад на вулиці Патона стане дев'ятим рестораном цієї мережі швидкого харчування у Львові.

Світлини вуличної забудови
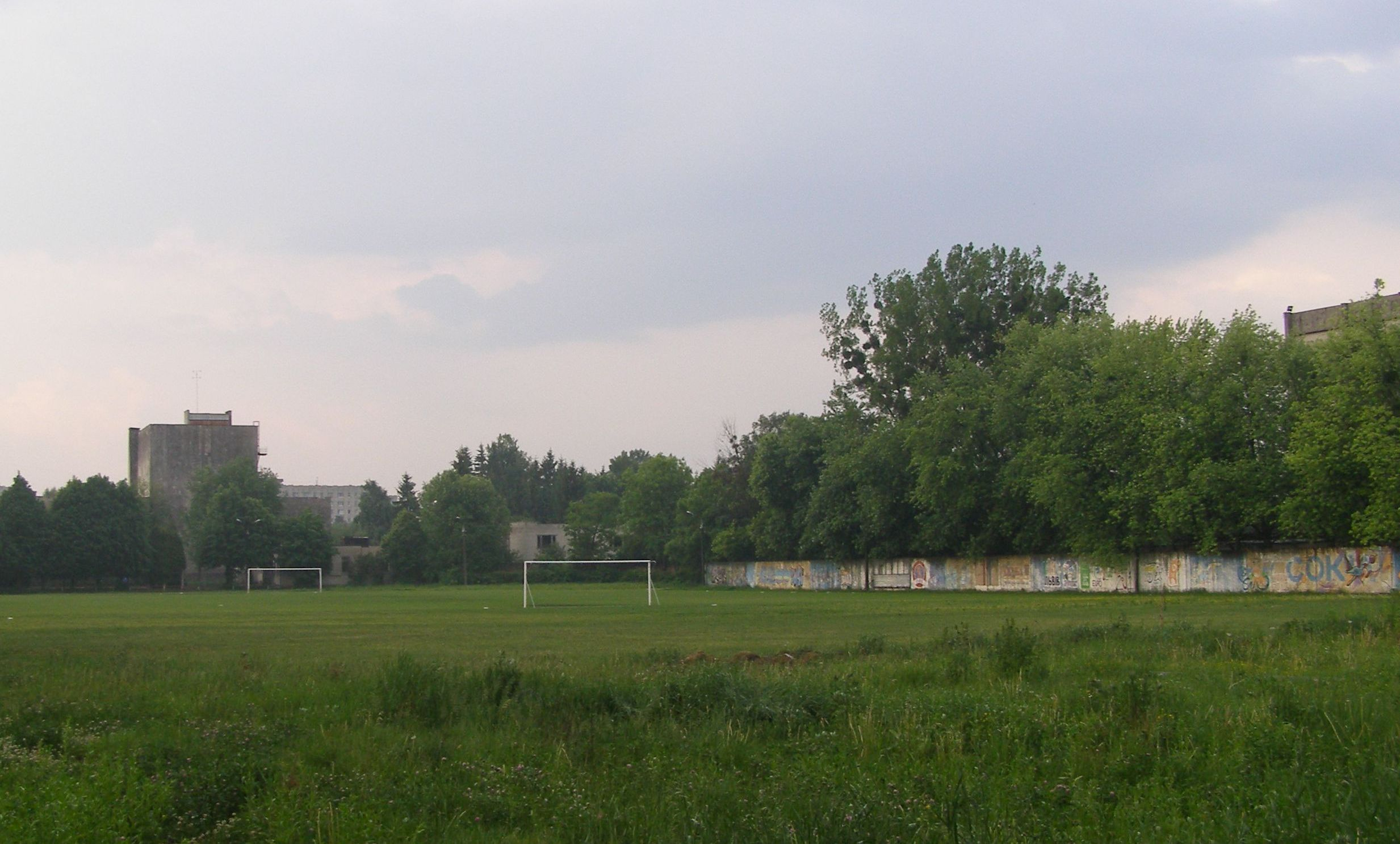
Стадіон «Сокіл» (вул. Патона, 1)

## Транспорт
Вулиця має добре транспортне сполучення, передусім тролейбусне — маршрут № 3, який курсує вулицею у напрямку автовокзалу, що на вул. Стрийській та маршрут № 10 — у напрямку центру міста, до вул. Університетської. 9 липня 2018 року призупинив свою роботу тролейбусний маршрут № 10.
Від 1 липня 2019 року змінилася нумерація тролейбусних маршрутів у Львові. Згідно цих змін, колишній тролейбусний маршрут № 3 став № 23, № 10 став № 30. З 10 червня 2020 року було відновлено тролейбусний маршрут № 30, який до липня 2019 року був № 10.
Також вулиця Патона має чимало автобусних маршрутів, відповідно до нової транспортної схеми, яка була запроваджена у Львові у 2012 році тут проходять маршрутні таксі № 14, 21, 27 та приміські автобусні маршрути № 138, 287, які сполучають села Зимну Воду, Лапаївку та селище Рудне зі Львовом. Від 20 червня 2023 року вулицею курсує новий міський автобусний маршрут № 92, який сполучив вулицю Дж. Вашингтона та АС «Західна», що на вулиці Городоцькій.